# 太祖王建の登場人物
この太祖王建の登場人物一覧（たいそうおうけんのとうじょうじんぶついちらん）の項では、韓国ドラマ『太祖王建』に登場する人物を列挙して紹介する。人物名：俳優名の形で表記する。

## 高麗

### ワンゴンとその家族・親族
ワンゴン（王建）：オ・ヒョンチョル（少年期） / チェ・スジョン（崔秀宗）（青年・壮年期）
プヨン：パク・サンア
　ワンゴンの第一夫人。貞州の豪族ユ・チョングンの娘。
　高麗建国後、皇后にたてられる。この頃から、体調が優れなくなる。本来、気が弱い性格で精神的な重圧が心の病へと変わり、それが体に変調をきたしたからだった。建国後の混乱で、ワンゴンに心配事を知らせたくないという考えで、口外しないようにした。
トヨン：ヨム・ジョンア
ワンゴンの第二夫人。西南海の豪族オ・ダリョンの娘。
　続編的作品『帝国の朝』にも登場している。（演じた俳優はパン・ヒョジョン）
スイン：チョン・ミソン
ワンゴンの第三夫人。忠州の豪族ユ・グンダルの娘。
　続編的作品『帝国の朝』にも登場している。（演じた俳優はチョン・ヨンスク）
ワン・リュン（王隆）：シン・グ（申久）
　松嶽城主でワンゴンの父。さらに商人でもあり、諸外国との交易によって松嶽を繁栄させた。トソンの預言を信じ、ワンゴンを王たる人物にするため、幼少の頃から武芸・学問の師につかせて教育を施した。知己の間柄であったカン長者の娘、ヨンファをワンゴンの許婚としていたが、婚期を先延ばしにして結婚させなかった。理由は、ヨンファは皇后の器でないとワン・リュンが考えたためである。
　周辺の豪族と連合を組み、自衛しようと模索したが、利害関係のもつれにより実現しなかった。その間に、クンイェが勢力を伸ばし、ワン・リュンはクンイェに服属を決意する。この時、ワン・リュンはワンゴンに家督を譲っている。ワン・リュンはクンイェに松嶽の全てを差し出し、松嶽を首都にするよう勧めた。クンイェの軍師、チョンガンによって、金城太守に任じられ、ワンゴンと離れ離れとなる。897年、金城にて病死する。ワンゴンが高麗を建国すると、世祖威武大王の号を受けた。
　新羅に追われていた幼少時のクンイェを匿い、彼の望みどおりに世達寺へ連れていったりするなど優しい一面もある。また、人を見る目にも長けており、キム・ウィホンの護衛隊長だったキョンフォンの器量を見抜き、共に仕事をしないかと誘いをかけたりもした。
鉄円攻略時、クンイェは“大虎”と、チョンガンは“老いた山猫”と評した。
ハン氏（韓氏）：ソ・リウム
　ワンゴンの母。ワン・リュンが金城太守になった際、ワン・リュンに同行して金城へと移る。ワン・リュンの死後は、寺に入ってワン・リュンの菩提を弔った。
　ワンゴンを生んだ際に、不思議な光が空から降り注ぎ、庭一面を照らしたという。
ワン・ピョンダル（王平達）：チャン・ハンソン
　ワン・リュンの弟。ワンゴンの叔父。
　兄のワン・リュンを助け、諸外国との交易を行う。ワン・リュンがクンイェに降伏すると、ワン・リュンから家業である貿易業を引き継ぐよう、命じられる。息子のワン・シンニョム、ワン・シンと交易を盛んに行い、衰退していた松嶽に再び繁栄を取り戻す。錦城攻略後、閼粲の位と広評省の徐事の位を与えられた。その後、パク・チユンの後を受け、匡治奈の位に就いた。
ワン・シンニョム（王式廉）：チョン・グクチン
　ワン・ピョンダルの息子。ワンゴンの従兄弟。
　父と共に、貿易業を営み松嶽の復興に貢献する。のちにワン家の貿易業を一手に担うことになる。同時に大規模な情報網を作り上げ、国内外の情報を逐一収集している。もたらされた情報により、西南海の豪族たちが過度の徴税により、強い不満を抱いていること。尚州攻めは無理をせず、親子間の不仲を利用するよう、ワンゴンに進言している。錦城上陸作戦では、先行して豪族の内応工作を進めた。錦城攻略後、広評省の員外郎に任じられた。
　高麗建国後、“兵部卿”に任じられる。北方の情勢をヨムサンと共に探りに平壌に向かった。
　続編的作品『帝国の朝』にも登場している。（演じた俳優はキム・フンギ）
ワン・シン（王信）：キム・グァンヨン
　ワン・ピョンダルの息子。ワン・シンニョムの弟で、ワンゴンの従兄弟。
　高麗建国後、水軍を統率し、その財を調達する“都航司”に任じられる。パク・スムン、パク・スギョンと共に諸外国との官貿易を広げる任にあたった。

### 武臣
ユ・グムピル（庾黔弼）：カン・イルドク
一騎討ち対戦歴
- ファン・ソンギル（クンイェ軍の将軍）
引き分け。剣を使用。宴会の余興での剣舞であったが、互角に打ち合い、勝負は引き分けとなった。
- ヌンサン（武者修行の男）
勝利。剣を使用。数合打ち合って、相手の剣を弾く。ヌンサンは竹筒で対抗するが、ユ・グムピルはこれを切り払う。ワンゴンにより、ユ・グムピルの勝利と決まった。
- ミョンギル（ヤンギルの弟）
勝利。剣を使用。数合打ち合い、手傷を負わせたうえに落馬させた。ミョンギルは退却した。

シン・スンギョム（申崇謙）：キム・ヒョンイル（金炯逸）
パク・スリ（朴述熙）：キム・ハクチョル（金学哲）
鉄槌の使い手であり、武勇に優れる。その風貌から粗野な人物と見られがちだが、高い教養も持ち合わせている。アジャゲの誕生日に、彼と対面した際には、大学の一節を諳んじてみせた。さらに、その場の状況に応じた一節を選ぶという機転の良さも見せた。
尚州攻略のため、ワンゴンの命によりパク・スリはヌンサンと共に偵察に赴く。偵察任務中、これを迎撃しようとするキョンフォンの異母妹テジュドグムと出会う。彼女と一騎討ちのあと、偽りの退却をするテジュドグムを追いかけ、伏兵により多くの兵を失ってしまう。彼はテジュドグムの美貌と武勇に魅了され、一目惚れしてしまう。その後パクは敵情視察が目的であったが、テジュドグムに会いたいという気持ちからテジュドグムの父・アジャゲの誕生日に、祝いの使者として沙伐州城へ赴いた。最初はアジャゲに警戒されるも、アジャゲやナムォン夫人に気に入られ歓待を受けた。テジュドグムは彼に対して素っ気無い態度を取り続けるが、彼を見送ったあと、一人で彼が帰っていく姿を見送り、複雑な感情を見せている。
続編的作品『帝国の朝』にも登場している。（演じた俳優はチョ・ギョンファン）また、パク・スリ役のキム・ハクチョルは本作品で2000年KBS演技大賞・助演男優賞を受賞している。
ポク・チギョム（卜智謙）：キル・ヨンウ（吉用祐）
ペ・ヒョンギョン（裵玄慶）：シン・ドンフン
ホン・ユ（洪儒）：ソン・ヨンテ（宋龍台）
キム・ラク（金楽）：キム・ギポク
キム・オン（金言）：チョ・インピョ
イ・チ（李歯）：チャン・ギヨン
　全義李氏の始祖であり、初名はチであったが、ワンゴンがその功を讃え、後にドという名を下賜する。ワンゴンが後百済討伐のため南下した際、錦江が氾濫し進軍できなくなると、渡河策を主導し決定的な勝利をもたらしたことで有名である。彼はワンゴンにより特別な寵愛を受け、後百済討伐後、三国統一に寄与した功が認められ翊賛二等功臣に封ぜられる人物。
　熊州出身。錦江一帯と広い熊州一帯を長い間治めていた。それにより、錦江一帯の水路・船路にも大きな影響力を持っており、水戦に長けている。クンイェが領内を巡行中、清州にてクンイェらに対面する。その後、ワンゴンに協力するようにとのクンイェからの指示で、アジテと共に松嶽へやってきた。ワンゴンの錦城上陸作戦は、彼との囲碁対局中に思いついたもの。錦城上陸作戦では、ワン・シンニョムらと先行して錦城へ向かい、内応工作を行った。
ヨムサン（廉湘）：シム・ウチャン
　元は内軍の副将。故郷は北方にあり、北の事情に詳しい。
　チョンガンの命で、クムデと共にミヒャンから子供を取り上げた。内軍の副将としてクンイェに仕えた。竹州の戦いのさなか、チョンガンの指示により、ミヒャンを殺害しようとするが、ヨンファの出現により失敗する。
　高麗建国後、ワン・シンニョムと共に北方の情勢を探りに平壌へ向かった。
　続編的作品『帝国の朝』にも登場している。（演じた俳優はファン・ソンギル役のペク・インチョル）
パク・スムン（朴守文）：キム・ギョンウン
　パク・チユンの息子。
　錦城攻略後、“奉賓部の徐事”に任じられた。
　高麗建国後、税金を管掌する“倉部令”に任じられる。
パク・スギョン（朴守卿）：キム・グァンギ
　パク・チユンの息子で、パク・スムンの弟。
　錦城攻略後、“奉賓部の員外郎”に任じられた。
　続編的作品『帝国の朝』にも登場している。（演じた俳優はチョン・サンチョル）

### 文臣
テピョン（泰評）：キム・ハギュン
チェ・ウン（崔凝）：チョン・テウ（鄭泰祐）
キム・ヘンソン（金行濤）：
　高麗建国後、全元老を代表する広評省侍中に任じられた。
ワン・ユ（王儒）：キム・ジンテ
　元の名はパク・ユ（朴儒）。
　高麗建国後、鉄円に戻ってきた。クンイェの元を去ってからは、白頭山、金剛山、雉岳山、南海岸など各地を巡り歩いていた。ワン・ゴンに松嶽への遷都を進言した。
ワン・ギュ（王規）：キム・ミョンス（金明珠）
　続編的作品『帝国の朝』にも登場している。（演じた俳優はキム・ムセン（金茂生））
チェ・ジモン（崔知夢）：パク・チヨン
　続編的作品『帝国の朝』にも登場している。（演じた俳優はチョン・ドンファン（鄭東煥））

## 後高句麗
後高句麗は、国号が幾度も変わっているが、この項では後高句麗で統一する。

### クンイェとその家族
クンイェ（弓裔）：メン・セチャン（少年期）/ キム・ヨンチョル（金永哲）（青年・壮年期）。
クンイェの実母
　海岸でキョンムン王に見初められ、側室として後宮に入る。後宮での生活は、王妃たちの嫉妬によって地獄のような宮廷生活だった。王妃たちからのいじめはひどいものだったとキョンムン王は語っていた。そんな中、クンイェを出産する。しかし、クンイェが生まれたことを快く思わない王妃たちの画策により、クンイェは不吉な子として命を狙われる。これを知ったクンイェの実母は、クンイェと乳母と共に後宮から追われる。追ってきたキム・ウィホンらに追いつかれ、クンイェを乳母に託して自らは捕われの身となる。
　その後、竹州の七長寺で尼となり、住職を務める。キム・ウィホンの妻は、クンイェの実母に衣類等を届けるなどの援助を行っていた。会いに来たクンイェに、クンイェのことは知らないと答える。しかし、クンイェが立ち去る際、“疲れた人に千里の道は遠く、眠れない人に夜は長い。小さな煩悩のかけらの1つも捨てられずに、どうして大事が成せるか”とポムギョが語った言葉をクンイェに聞かせた。恨みを捨て去り、大道を歩ませるため、あえて母子の絆を断つためにクンイェを突き放した。
クンイェの乳母
　後宮から追われて以来、貧しいながらもクンイェを育ててきた。しかし、新羅の追手から逃げ続ける不安定な生活であった。追手に追われながら、世達寺の住職であるポムギョを頼って、世達寺を目指した。しかし、心身の衰弱が激しく、礼成江の港で倒れてしまう。これを見たワン・リュンが自らの邸宅へ匿った。クンイェに実は新羅の王子の生まれであると言い残し、この世を去る。彼女が死んだ日は、奇しくもワンゴンが生まれた日でもあった。
ヨンファ（蓮花）：キム・ヘリ
ミヒャン：ユ・ミンジュ
　ヤンギルの末娘。ヤンギルは服属してきたクンイェを気に入り、彼女を妻にするようクンイェに勧めた。クンイェは僧侶であるからと断るが、半ば強引にヤンギルが押し切った。そうした経緯もあり、クンイェはミヒャンを妻と思わず、仏弟子として接した。クンイェはミヒャンを菩薩と呼んでいた。クンイェが石南寺で生活を始めると、これに同行して生活を共にした。その暮らしぶりは質素であり、様子を見に来たヤンギルがミヒャンの姿を見て、嘆いたほどであった。
　その後、クンイェは溟州攻略へ向かうが、攻略中、ヤンギルの疑念により一旦、北原へ召還される。その際、ミヒャンはクンイェに夫婦の契りを交わさねば死ぬと迫る。その決意が固いと察したクンイェは、一度限りとして彼女と契りを交わす。クンイェとミヒャンが契りを交わしたと聞いて、ヤンギルは疑念を解き、あらためて溟州攻略をクンイェに命じる。ミヒャンは妊娠し、男児を出産する。しかし、男児は内軍によって連れ去られ、母子は離れ離れになってしまう。溟州攻略後、クンイェはヤンギルと決別し、独自に勢力を拡大する。これにより、クンイェとヤンギルの関係は悪化し、ミヒャンの立場も危うくなる。
　チョンガンらは、ヤンギルの娘であるミヒャンを皇后の器ではないとして、“北原夫人”として遇した。ヤンギルがクンイェに反抗して戦いを起こすと、チョンガンはミヒャンの排除を目論む。2度目のヤンギルとの戦い時には、内軍のヨムサンにミヒャンの縊死を命じたが、ヨンファが現れて失敗する。ヤンギルは敗れ、一族は皆殺しとなった。ミヒャンは肉親・親族を弔うため祈りを捧げるが、この頃から幻視・幻聴の兆候が現れる。
　クンイェは領内の巡行を開始し、ミヒャンもこれに同行する。北原において、荒廃した故郷を見たミヒャンは、宴を行っているクンイェを罵倒する。溟州に到着したミヒャンは、息子に会わせてくれるよう、キム・スンシクに懇願するが断られる。ウンブによって、閉じ込められたミヒャンは息子の幻聴を聴き、室内を歩いている際に灯火を落とす。火は室内に燃え広がり、ワンゴンらの消火活動も間に合わず、ミヒャンは焼死してしまう。

### 武臣
シンフォン（申煊）：パク・スンホ
　元は竹州のキフォンの配下。竹州にやってきたクンイェらに部下たちがやられてしまい、仕返しするため、クンイェらに勝負を挑んだ。しかし、クンイェに返り討ちに遭い、その腕前に感服したシンフォンは、クンイェにキフォンの元に来るよう勧める。その後、キフォンを見限り、キフォン配下の兵を説得してクンイェに竹州を治めてくれるよう請うた。
　その後はクンイェに付き従い、溟州、鉄円攻略等に従軍した。クンイェに反抗して攻めてきたヤンギルを迎え撃つため、この戦いが初陣となるワンゴンの配下としてヤンギルと戦うが、ヤンギルに斬られ討死にする。
ウォンフェ（元會）：ソン・ホギュン
　元は竹州のキフォンの配下。竹州にやってきたクンイェらに部下たちがやられてしまい、仕返しするため、クンイェらに勝負を挑んだ。チョンガンと一騎討ちを行うが、敗れてしまう。その後、北原のヤンギルと事を構えようとしたキフォンを諌めるが、これがキフォンの怒りを買い、痛めつけられる。以前からキフォンに嫌気が差していたウォンフェは、シンフォンと共にキフォンを見限ることを決意する。ウォンフェは、キフォンの寝所に忍び込み、キフォンを暗殺する。そして、シンフォンと共にクンイェに竹州を治めてくれるよう請うた。
　その後はクンイェに付き従い、溟州、鉄円攻略等に従軍した。特に溟州城攻めでは、降伏を勧める使者として、単身敵地へ乗り込み、堂々とした態度で城主のキム・スンシクと相対した。クンイェに反抗して攻めてきたヤンギルを迎え撃つため、この戦いが初陣となるワンゴンの配下としてヤンギルと戦うが、ヤンギルに斬られ討死にする。
　シンフォンとは兄弟分の間柄らしく、シンフォンがヤンギルに斬られた際、「兄貴」と呼んでいた。得物は剣及び鉄槌。チョンガンとの一騎討ちでは鉄槌を使っていたが、それ以後は剣を用いている。
　ウォンフェ役のソン・ホギュンは、後百済の将軍サングィ役として再登場している。
ファン・ソンギル（桓宣吉）：ペク・インチョル
　元は北原の豪族ヤンギルの部下。彼の妻がイ・フナムの姉で、イ・フナムとは義兄弟の間柄である。
　高麗建国後、自身の待遇に不満を持ち、弟のヒャンシクと共に反乱を決意する。後百済の祝賀使節がやってくるときに、ワン・ゴンの殺害を目論む。5十の兵と共にワン・ゴンらを襲うが、平然としているワン・ゴンとチャン首将の林を揺らして伏兵がいると見せかける策に騙されて退却する。その途上、ヒャンシクを討ち取ったポク・チギョムら内軍と遭遇し、捕えられる。反逆の罪で家族ともども処刑され、その首は鉄円に晒された。
イ・フナム（伊昕巌）：チェ・ジュポン
　元は北原の豪族ヤンギルの部下。彼の姉がファン・ソンギルの妻で、ファン・ソンギルとは義兄弟の間柄である。
クムデ（金大）：チェ・ウンギョ
　内軍の副将。
　チョンガンの命により、ヨムサンと共にミヒャンから子供を取り上げた。
　クムデ役のチェ・ウンギョは、錦城の武官役で登場している。
イム・チュンギル（林春吉）：チョ・ジェフン
ヒャンシク（香寔）：
　ファン・ソンギルの弟。高麗建国後、内軍の副将に任ぜられる。内軍に配属させたのは、ファン・ソンギルへの礼遇と、ファン・ソンギルの周辺を探るためのポク・チギョムの意向からだった。高麗における待遇に不満を持つファン・ソンギルと共にワン・ゴンの殺害を決意する。後百済の祝賀使節がやってくるときに、ワンゴンの殺害を目論む。これに気づいた内軍のチャン首将によって、皇宮に入る門を閉じられてしまう。その後、ポク・チギョム率いる内軍に討ち取られる。

### 文臣
チョンガン（宗侃）：キム・ガプス（金甲洙）
　世達寺でのクンイェの兄弟子で忠臣。クンイェが溟州を取って自立して以降は、軍師として活躍。鉄円を取って以降は謀臣として活躍する。内苑として文官、武官ともに不祥事がおきないか監視する。
ウンブ（犾鈇）：パク・サンジョ　
アジテ（阿志泰）：キム・インテ

## 後百済

### キョンフォンとその家族・親族
キョンフォン（甄萱）：ソ・インソク（徐仁錫）
アジャゲ（阿慈介）：キム・ソンギョム
　キョンフォンの父。加恩県で暴動を起こして、いくつかの郡を占拠し、ついには沙伐州城を手に入れた。しかし、それは彼の力によるものではなかった。新羅軍と尚州の反乱軍が激突し、互いが致命的な打撃を受けて壊滅した。アジャゲは漁夫の利を占める形で勢力を伸ばしたのである。その結果、アジャゲの名は全国に知れ渡った。
ナムォン夫人（南院夫人）：イ・ミジ
パク氏（朴氏）：クム・ボラ
コビ（姑比）：チョ・ミニ
シンゴム（神剣）：イ・プンウン（少年期） / イ・グァンギ（青年・壮年期）
　キョンフォンの長男。パク氏との間に生まれる。キョンフォンが錦城に赴任する際、母と共に同行した。この時、7歳になったとパク氏がキョンフォンに話している。
ヤンゴム（良剣）：ユン・ドンウォン（少年期） / イ・スンホ（青年・壮年期）
　キョンフォンの次男。パク氏との間に生まれる。キョンフォンが、スダルからの偽の宴会に赴く際、パク氏から妊娠していると告げられる。
クムガン（金剛）：
ヌンエ（能哀）：チョン・ビョンオク
　キョンフォンの実弟。キョンフォンが錦城に向かう際に同行する。
テジュドグム（大主刀金）：パク・ユンソン
　キョンフォンの異母妹。

### 武臣
チュ・ホジョ（鄒許祖）：カン・ジェイル
キム・チョン（金摠）：ユ・テスル
　徐羅伐からキョンフォンに仕える。また、キョンフォンの義兄弟でもある。義兄弟の中で最年少であり、主君であるキョンフォン、ヌンファン、チュ・ホジョ、スダル、そしてキム・チョンという順番である。

　キョンフォンが西南海に赴任する際、先行して西南海へ赴き、情勢を調べていた。
パン将軍：パン・ヒョンジュ
　名前は不明。徐羅伐からキョンフォンに従う。スダルの配下、コムチが積み荷を運んだときはチュ・ホジョ、キム・チョンと共にこれを撃退する。錦城の戦い（891年）ではキム・チョンと共にスダル軍を攻撃した。武珍州城の戦いでは、シン・ガンを矢で射た。武珍州占領後は錦城の関門を守っており、チェ・スンウが錦城に来たときに商人と間違えて、取り逃がしてしまう。
ヌンチャン（能昌）：キム・シウォン
シンガン（信康）：テ・ミニョン
　元は武珍州の官吏。錦城を制圧したキョンフォンへの勅使として錦城へ赴いた。内容はキョンフォンの押送だった。錦城に着いたシンガンは、チュ・ホジョに捕えられ、拷問に遭ってしまう。キョンフォンはシンガンに対する非礼を詫びたが、新羅への反抗を宣言する。武珍州城に迫ったキョンフォン軍に対し、シンガンは徹底抗戦を主張する。武珍州城の戦いでは、数の上では劣勢であったが、必死の防戦でキョンフォン軍を手こずらせる。
シンドク（新徳）：イム・ジニル
エスル（哀述）：イ・ゲイン
チフォン：パク・チョロ（朴澈鎬）
チェ・ピル（崔弼）：ハン・ジョングク
サングィ（相貴）：ソン・ホギュン
　サングィ役のソン・ホギュンは、以前に後高句麗の将軍ウォンフェ役で登場している。

### 文臣
ヌンファン（能奐）：チョン・ジン
チェ・スンウ（崔承祐）：チョン・ムソン

## 新羅

### 国王
ホナン王（憲安王）
　新羅第47代国王。
　姫は2人いたが、王子はいなかった。王位を継がせるために、多くの貴族の中から婿候補を探していた。ホナン王はその中から、キム・ウンニョムを選んだ。キム・ウンニョムと、娘のヨンファ姫を結婚させ、跡継ぎにした。
キョンムン王（景文王）：イ・ソンヨン
　新羅第48代国王。元の名はキム・ウンニョム。ポムギョとは知己の間柄だった。婿候補の一人で、弓馬の技術に優れ、かつ、美男子であった彼をホナン王は気に入っていた。2人いるホナン王の姉妹のうち、姉のヨンファ姫を妻に選んだ。王位を継ぐためにとの、ポムギョの助言によるものである。
チンソン女王（真聖女王）：ノ・ヒョニ
　新羅第51代国王。クンイェの異母妹にあたる。
　ソンドク女王、チンドク女王に次ぐ3番目の女王となる。即位してから、彼女は叔父にあたるキム・ウィホンと愛人関係にあり、子供までもうけていた。政事をキム・ウィホンに任せて、自分は酒色とキム・ウィホンとの情事に没頭していた。キム・ウィホンが死んだあと、彼を自分の夫として“恵成大王”に封じた。
　その後は、キョンフォンが武珍州を占領した知らせに、これを討伐するよう指示を出すが、どうすることもできず、何ら策を講じない官僚らの無能を嘆いた。苦肉の策でキョンフォンに“新羅西面都統指揮兵馬制置持節都督全　武公等州軍史行全州刺史兼　御史中丞上柱國漢南郡開國公食邑二千戸”に封じて、徐羅伐を狙わないようにするしかなかった。897年、海印寺にて自らの命を絶ったと大耶城を攻めた際、後百済の将軍コンジクが語った。
　キム・ウィホンは、彼女の美しさを楊貴妃の生まれ変わりだと評した。
ヒョゴン王（孝恭王）：
　新羅第52代国王。クンイェの甥にあたる。

### 王族
ムニ王妃（文懿王妃）
キム・ウィホン（金魏弘）：キム・ジュヨン
キョンムン王の実弟。チンソン女王を即位させた。

### 武臣
ヨンギ（令奇）：

　花郎出身で近衛軍の将軍。チンソン女王の身辺を警護していた。キム・ウィホンの死後、その死を確認した侍医を始末した。キム・ウィホンの葬儀が終わったあと、尚州の反乱鎮圧に派遣される。職務上、チンソン女王とキム・ウィホンの関係を知りすぎており、中央から遠ざけようという朝廷上層部の考えだった。キム・ウィホンの護衛隊長であったキョンフォンとは何度も顔を合わせており、懇意にしていた。時を同じくして、西南海の海賊討伐に派遣されたキョンフォンと途中まで同道した。尚州の商人から話を聞いたキョンボが、ヨンギが盗賊たちに敗れて戦死したとトソンに語った。
　ヨンギの死を聞いたトソンは「惜しい人を失った」とその死を惜しんだ。
キム・ヒョジョン（金孝宗）：キム・ヒョウォン

　サダハムからキム・ユシンに続く名花郎の系譜を受け継いだ人物で、新羅の最後の花郎といわれた。901年、大耶城城主のキム・ヒョジョンは、新羅討伐に向かった後百済軍を大耶城で迎え撃つ。兵数で劣っていたものの、花郎出身の老将たちの協力により、大耶城を守り抜く。後百済軍は思わぬ長期戦に兵糧が欠乏し、兵糧を輸送させる。これを知った大耶城側は、兵糧を輸送していた後百済軍を襲撃し、撤退に追い込んだ。

## 豪族
オ・ダリョン（呉多憐）：イ・イルン
キフォン（箕萱）：キム・ユニョン
　竹州を治める豪族。竹州にやってきたクンイェ、チョンガンを迎え入れる。将軍を自称するが、実際は盗賊の頭目。介山郡を攻め取ったせいで、ヤンギルと交戦状態となってしまう。実力差を考えずヤンギルとの戦いを決意するが、これを憂いキフォンを恨んでいた部下のシンフォン、ウォンフェによって殺される。
　無慈悲で残虐な性格で、戦いでは老人・子供でも容赦なく殺害するほど。負傷した兵士に対して治療等を施さず、放置していた。文字が読めず、ヤンギルからの手紙をクンイェに読ませていた。
　チョンガンの観相では死相が現れており、近いうちに無残な死を遂げるだろうとクンイェに語った。
チンソン（陳瑄）
ソンジャン（宣長）
　清州の豪族。多数の私兵を擁し、クンイェに仕えていた。クンイェは、清州を離れなかったソンジャンに“波珍飡”の地位を与えていた。高麗建国後、清州で反乱を起こした。2千以上の兵力を集め、官庁を燃やして皇都・鉄円へ向かう動きを見せた。鉄円にいるイム・チュンギルと連携して、高麗を打倒する計画だった。
パク・チユン（朴智胤）：イ・シンジェ
ヤンギル（梁吉）：イ・チウ
　北原を治める豪族。大きな勢力を持っており、北原だけでなく、中原、西原も彼の支配下にあった。ヤンギルの領域は新羅の中心部を抑えていた。キフォンに代わり、竹州を治めるクンイェの降伏を受け入れる。ヤンギルはクンイェを大変気に入り、自分の娘、メヒャンを彼に嫁がせる。溟州攻略にクンイェを差し向けるが、溟州を手に入れたクンイェはヤンギルから独立し、その後、二人の勢力差は逆転する。
　クンイェの独立に怒ったヤンギルは、2度にわたってクンイェを攻めるが、いずれも敗れる。2度目の戦いで捕らえられ、クンイェは共に松嶽へ行こうと持ちかける。ヤンギルはこれを断って斬首される。その後、彼が治めていた地域は、見せしめの意味で焼き払われ、荒廃してしまう。
　武勇に優れ、クンイェ（相手はワンゴン）との祝霊山の戦いでは、一騎討ちでクンイェ配下のシン・フォン、ウォン・フェを討ち取り、イ・フナムを負傷させ、ファン・ソンギルと互角の勝負を演じる。クンイェ自ら赴いた竹州の戦いでは、その戦いぶりを見たクンイェが「比類なき勇将」 「あんな猛将は二度と現れまい」と言わしめた。クンイェはヤンギルを斬首する前に「この世で最高の勇将だった」と言葉をかけた。その反面、ヤンギルの副将であったウンブは彼について「器が小さい。豪傑の振りをしているが、実は愚かで欲が深く、その上疑心の塊」と評した。実際、何度かクンイェを疑って、溟州攻略中のクンイェを北原へ召還したりもした。さらに文字が読めず、キョン・フォンからの国書を副将のポク・チギョムに読ませていた。クンイェの溟州攻略時、自分は60をとうに過ぎていると語っている。
ユ・グンダル（劉兢達）：ミン・ウク
　続編的作品『帝国の朝』にも登場している。
ユ・チョングン（柳天弓）：キム・ジネ
　続編的作品『帝国の朝』にも登場している。

## 僧侶
トソン（道詵）：イ・デロ
キョンボ（慶甫）：ソ・ヨンジン
　トソンの弟子。トソンと共に各地を旅していた。894年、松嶽を訪れた際、トソンの勧めにより唐へ留学する。
ポムギョ（範教）：アン・デヨン
　元は新羅の花郎。
　トソンが世達寺に来るのを待っていた。トソンにクンイェの行く末について尋ねた。それを聞いた後、死去。クンイェがポムギョの死を知ったのは、ホウォルからの知らせだった。
ホウォル（許越）：クァク・キョンファン
　溟州城主キム・スンシクの父親。
　高麗建国後、叛旗を翻したキム・スンシクの説得に赴く。
ソクチョン（釈聡）：シン・チュンシク
　弥勒信仰の総本山である高僧・チンピョの弟子で、弥勒と地蔵を敬う法相宗の巨頭。
ヒョンミ（迥微）：パク・ヒョンホ
　“海東四無畏太師”と呼ばれる4人の高僧のうちの1人。

## その他
ワン・ゴイン（王巨仁）
民らが“聖子”と敬う。空を浮遊し、雨風を自由に操る仙人。“隠者ゴイン”と呼ばれ、民らが慕い崇める詩人。
新羅を誹謗中傷する落書が出回ったとき、これを書いたとして捕えられた。捕えられる前は、大耶城に隠れていたと、後に後百済の将軍・コンジクが語っている。百高座でトソンが天変地異を起こしたとき、高笑いと共に獄中から消え去った。
トソンは「新羅の最後の聖人だ」と評した。
ソルブ
金剛山に住む道人。
パク・ユとは金剛山で知り合っており、クンイェが毒矢により、生死の境をさまよっているとき、パク・ユの依頼によって松嶽へやってきた。ソルブは気功治療を行って、クンイェを治そうとした。ソルブの治療により、クンイェは意識を取り戻す。その後、ソルブは松嶽から立ち去った。

### 名前のみが登場する歴史上の人物
チャン・ボゴ（張保皐）
本作品には登場していないが、登場人物の会話の中には度々登場する。ワンゴンに、「先祖は彼とともに唐から新羅に渡ってきた」とワンゴンの父、ワン・リュンが語っている。
彼の根拠地であった西南海の豪族、ナ・チョンネ、オ・ダリョンはキョンフォンが、自分たちが待ち望んだチャン・ボゴの再来と思い、従ってきたが度重なる重税に耐えかね、キョンフォンをチャン・ボゴの再来ではないと見限る。
なお、ワンゴン役のチェ・スジョンは、後年『海神』にて、チャン・ボゴを演じている。
チュ・ジョンチュン（朱全忠）
唐の節度使。
鉄円遷都後、唐を滅ぼして、梁を建てたと、チョンガンがクンイェに語った。
ヤユル・アボキ（耶律阿保機）
契丹の長。
アジテから、北方で勢力を伸ばしていると聞き、クンイェは宝剣を贈ることにした。鉄円遷都後、皇帝の位に就いたと、チョンガンがクンイェに語った。